# Francisco Aramburu

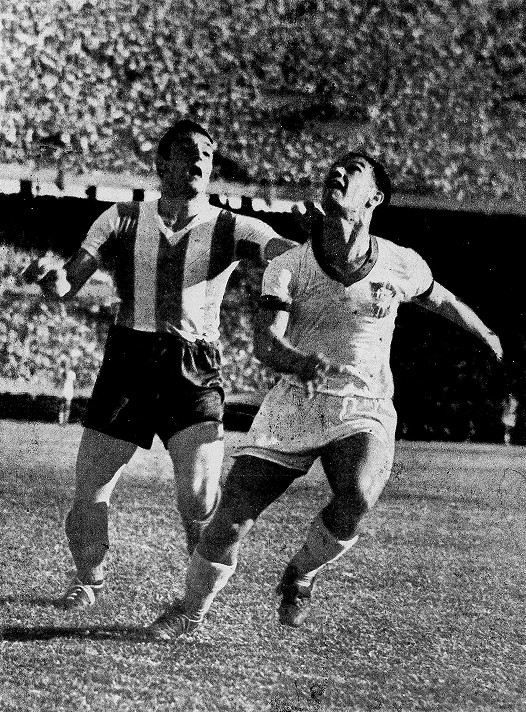
Argentiniens Juan Carlos Fonda und Francisco Aramburu 1946

Francisco Aramburu, oft nur Chico (Kurzform von Francisco) (* 7. Januar 1922 in Uruguaiana; † 1. Oktober 1997 in Rio de Janeiro) war ein brasilianischer Fußballspieler. Bei dem Verein CR Vasco da Gama war der Stürmer in den 1940er und 1950er Jahren Teil der goldenen Ära des Clubs. Mit der brasilianischen Nationalmannschaft verlor er bei der Fußball-Weltmeisterschaft 1950 das als Maracanaço in die Geschichte eingegangene Entscheidungsspiel gegen Uruguay. Darüber hinaus war er eine der Hauptfiguren des skandalbehafteten Entscheidungsspiels Brasiliens gegen Argentinien um die Copa América 1946, welches die Fußball-Beziehungen beider Länder nachhaltig beeinflusste.

## Laufbahn

Francisco Aramburu

Chico begann seine Fußballerlaufbahn 1939 als 17-Jähriger in seiner an der argentinischen Grenze gelegenen Heimatstadt beim EC Ferro Carril. Bereits ein Jahr später konnte er in die Staatshauptstadt Porto Alegre zu Grêmio wechseln, wo er sein Talent auf höherer Ebene zur Schau stellen konnte.
Bereits 1942 wurde er vom CR Vasco da Gama in die damalige nationale Hauptstadt Rio de Janeiro geholt. Der Traditionsklub mit dem Malteserkreuz im Wappen war seinerzeit hinter Fluminense, Botafogo, Flamengo und dem America FC erst die Nummer fünf der Metropole.
Zeitgleich mit Chico nahm auch der uruguayische Erfolgstrainer Ondino Viera, der bereits mit dem argentinischen Club River Plate und Flamengo fünf Meisterschaften gewonnen hatte, seine Tätigkeit beim Club auf. Dieser führte nicht nur die seither typisch gewordene diagonale Schärpe – inspiriert von River Plate – auf den Trikots von Vasco ein, sondern brachte auch taktische Innovationen ein. Auch der ehemalige Boxer Mário Américo schloss sich 1942 Vasco da Gama als Masseur und physischer Betreuer an – er sollte ab 1950 die Nationalmannschaft über sieben Weltmeisterschaften hinweg als physischer Betreuer begleiten und als Faktotum selbst weltweite Berühmtheit erlangen.
Bis 1945 gelang es Ondino Viera, eine leistungsstarke Mannschaft zusammenzustellen, die keinen Vergleich zu scheuen hatte und dem Klub ungeschlagen die sechste Staatsmeisterschaft der Vereinsgeschichte eroberte. Der Expresso da Vitória („Sieges-Express“), als welcher die Mannschaft der Jahre 1945 bis 1952 in die Geschichte einging, profitierte dabei vor allem von seiner Sturmreihe Ademir, Torschützenkönig Lelé, Isaías, Jair da Rosa Pinto und Chico auf Linksaußen. Dieser hatte sich bis dahin den Ruf eines kampfstarken, schnellen, beidfüßigen Dribblers mit scharfem Schuss erworben und wurde schon bald für die Nationalmannschaft in Betracht gezogen.
Im Dezember 1945 bestritt er in São Paulo gegen Argentinien im Rahmen der Spiele um die Copa Roca sein erstes Länderspiel für Brasilien. Die Gastgeber verloren 3:4, konnten aber im Rückspiel im Estádio São Januário, Vascos Heimstätte, von Rio mit 6:2 ihren höchsten Sieg aller Zeiten gegen den Erzrivalen erzielen. Chico steuerte mit seinem ersten Länderspieltor zu diesem Sieg bei und Brasilien sicherte sich die Trophäe im notwendig gewordenen Entscheidungsspiel mit einem 3:1-Erfolg an gleicher Stelle nur wenige Tage später.
Schon bei diesen Spielen wurde robust zur Sache gegangen, so erlitt der Argentinier Batagliero im Zweikampf mit dem erst 20-jährigen Ademir de Menezes einen Beinbruch.

### Skandalspiel in Buenos Aires
Im Februar 1946 nahm Chico mit der Nationalmannschaft an der Copa América in Argentinien teil. Dort besorgte er im ersten Spiel den 4:3-Endstand gegen die im Turnier insgesamt enttäuschenden Uruguayer. Am letzten Spieltag des Turniers standen sich im Estádio Monumental de Nuñez von Buenos Aires vor 80.000 Zuschauern die beiden noch ungeschlagenen Mannschaften Argentinien und Brasilien gegenüber. Nach 28 Minuten kam es zum Eklat.
Der Brasilianer Jair lieferte sich mit Salomón einen heftigen Zweikampf, in dem Letzterer einen Beinbruch erlitt, von dem er sich nie wieder erholen sollte. Argentiniens Verteidiger Juan Carlos Fonda wollte an dem in die Kabine flüchtenden Jair Rache nehmen, wurde aber von Chico aufgehalten, der wiederum selbst von einem Argentinier und bald auch von auf den Platz laufenden Polizisten bearbeitet wurde. Mit Hilfe des uruguayischen Schiedsrichters Nobel Valentini, der ihn im Verlauf des Geschehens zusammen mit einem Argentinier des Feldes verwies, und einem Agenten der Sonderpolizei von Rio gelang es Chico letztendlich, in den Katakomben des Stadions Schutz zu finden.
Danach wurde das Spielfeld schließlich von zahlreichen Zuschauern überlaufen, die von den Ordnungskräften erst mit Gaseinsatz wieder vertrieben werden konnten. Nach einer rund 70-minütigen Spielunterbrechung kamen die Brasilianer erst wieder auf den Platz zurück, nachdem ihnen bedeutet wurde, dass anderweitig ihre Sicherheit nicht garantiert werden könnte. Am Ende besiegte die argentinische Mannschaft um Stars wie Adolfo Pedernera, Angel Labruna und Félix Loustau Brasilien mit 2:0.
Die Auswirkungen dieses Spiels waren nachhaltig. Bis 1956 kam es zu keinen weiteren Spielen zwischen den beiden Ländern. Brasilien verzichtete auf die Teilnahme bei der Copa América 1947 und 1955, Argentinien auf die Teilnahme bei den Turnieren von 1949 und 1953. Von größerer Bedeutung war allerdings die Nichtteilnahme Argentiniens an der Fußball-Weltmeisterschaft 1950 in Brasilien.
Was Chico anbelangt, der wollte auf der Rückreise seine Familie in Uruguaiana besuchen. Zwölf argentinische Soldaten gaben ihm auf der Zugfahrt bis zur Grenze Geleit, wo er von einer begeisterten Menge empfangen wurde.

### Südamerikanischer Meisterpokal mit Vasco
Auf Vereinsebene gab es 1946 unter dem neuen Trainer Ernesto Santos nur einen enttäuschenden 5. Platz. 1947 wurde mit dem Izidor-Kürschner-Schüler Flávio Costa, der mit Flamengo zwischen 1939 und 1944 viermal den Staatstitel errang, erneut ein Erfolgstrainer zum Verein geholt. Costa war von 1944 bis 1950 auch gleichzeitig Nationaltrainer. Unter ihm wurde die Mannschaft weiter verstärkt und noch im selben Jahr gewann Vasco wieder – erneut ungeschlagen – die Staatsmeisterschaft. In dieser Eigenschaft, und auch weil die Staatsauswahl von Rio das Turnier der Staatsmannschaften gewann, wurde Vasco zum brasilianischen Vertreter beim Campeonato Sudamericano de Campeones, der „Südamerikanischen Meisterschaft der Meister“, die im März 1948 in Santiago de Chile ausgetragen wurde, bestellt.
Das entscheidende Spiel gegen den Favoriten River Plate aus Buenos Aires, mit Spielern wie Moreno, Labruna, Loustau, Rossi und dem aufstrebenden Jungstar Alfredo Di Stéfano eine der glanzvollsten Vereinsformationen aller Zeiten, gilt als eine der herausragenden Vorstellungen von Chico. Seinem Treffer wurde zwar vom uruguayischen Schiedsrichter Nobel Valentini die Anerkennung verweigert – Mitte der zweiten Halbzeit verwies er ihn nach einer Rangelei mit dem Argentinier Méndez gar des Feldes –, die Presse berichtete aber, Chico „rackerte wie ein Löwe“. Das offensiv geführte, kampfbetonte Spiel endete torlos, womit die Malteserkreuzer auch diese Trophäe unbesiegt gewannen und zugleich die erste brasilianische Vereinsmannschaft wurden, die einen bedeutenden Erfolg im Ausland erzielen konnte.
Nachdem sich Vasco 1948 auf Staatsebene knapp Botafogo geschlagen geben musste, lief der Expresso de Vitória 1949 wieder auf Volldampf und gewann erneut unbesiegt die Meisterschaft von Rio.

### Weltmeisterschaft 1950
Flávio Costa berief Chico ins Aufgebot Brasiliens für die Weltmeisterschaft 1950 im eigenen Lande, bei der die Mannschaft als haushoher Favorit antrat. Chico musste aber die ersten beiden Spiele noch zusehen und kam erstmals gegen die mit den zwei späteren Bundesligatrainern Zlatko Čajkovski und Ivica Horvat angetretenen Jugoslawen zum Einsatz, wo der Einzug in die Finalgruppe mit einem 2:0-Erfolg sichergestellt wurde. Dort überfuhr Brasilien die ersten beiden Gegner Schweden und Spanien mit 7:1 beziehungsweise 6:1 und Chico steuerte zu beiden Erfolgen jeweils zwei Tore bei. Sein Treffer zum 4:0 gegen Spanien war dabei das 300. Tor der Geschichte der Weltmeisterschaftsendrunden. Im Entscheidungsspiel wartete Uruguay, das nur dank eines späten Siegtores gegen Schweden die Titelentscheidung offenhalten konnte.
Vor der Weltrekordkulisse von rund 200.000 Zuschauern gingen die mit sechs Spielern von Vasco da Gama angetretenen Brasilianer, denen ein Unentschieden zum Titel gereicht hätte, kurz nach Beginn der zweiten Halbzeit durch Friaça in Führung. Doch nach 80 Minuten lag der krasse Außenseiter Uruguay zum Entsetzen der Zuschauer mit 2:1 in Führung. In der verbleibenden Zeit gelang den Brasilianern nicht mehr viel. In der Schlussminute hätte es vielleicht noch zum Ausgleich gereicht, doch die Flanke von Ademir de Menezes vor das Tor erfolgte zu zögerlich, so dass der uruguayische Torhüter Roque Máspoli noch ausreichend Zeit hatte, den Ball im Fünf-Meter-Raum vor dem Kopf Chicos abzufangen. Das Spiel ging als Maracanaço in die Geschichte ein.
Dieses Quasi-Endspiel war das letzte Länderspiel für Chico und zahlreiche weitere der brasilianischen Spieler – und auch Trainer Costa, wenngleich dieser einige Jahre später erneut zum Nationaltrainer berufen wurde.

### Letzte Fußballjahre
Mit Vasco da Gama gelang es Chico noch im selben Jahr erstmals die Staatsmeisterschaft zu verteidigen, wenngleich nicht mehr ungeschlagen, wie bei den drei Titelgewinnen zuvor.
Nach einer erneuten Meisterschaft von 1952 ging die Zeit des Expresso de Vitória, die goldene Ära von Vasco da Gama zu Ende. Auch der Stern von Chico verblasste zusehends und der nunmehr 30-jährige musste immer öfter mit der Bank vorliebnehmen. Seine Karriere beendete er schließlich beim CR Flamengo für den er 1955 und 1956 noch zwei Partien absolvierte.

## Mannschaften
- 1945–1950: Brasilianische Fußballnationalmannschaft (21 Spiele / 8 Tore)
- 1939–1940: EC Ferro Carril (Uruguaiana, RS)
- 1941–1942: Grêmio Porto Alegre
- 1942–1954: CR Vasco da Gama
- 1955–1956: CR Flamengo

## Erfolge
- Campeonato Sudamericano de Campeones: 1948
- Staatsmeisterschaft von Rio de Janeiro: 1945, 1947, 1949, 1950, 1952